# Wiener Neustadt Hauptbahnhof
Bécsújhely főpályaudvar (németül Wiener Neustadt Hauptbahnhof) egy vasútállomás Ausztriában, az alsó-ausztriai Bécsújhelyen.

## Vasútvonalak
Az állomást az alábbi vasútvonalak érintik:
- Südbahn
- Pottendorfer Linie
- Aspangbahn
- Schneebergbahn
- Mattersburger Bahn

## Kapcsolódó állomások
A vasútállomáshoz az alábbi állomások vannak a legközelebb:
- Bahnhof Wiener Neustadt Civitas Nova
- Wiener Neustadt North railway station
- Bahnhof Katzelsdorf
- St. Egyden railway station
- Lanzenkirchen railway station
- Wiener Neustadt Anemonensee railway station
- Wiener Neustadt North railway station
- Bad Fischau-Brunn
- Bécsújhely–Civitas Nova
- Bécsújhely–Észak
- Katzelsdorf
- Lanzenkirchen
- St. Egyden

## Célállomások és vágányszámok
| Vágányszám | Végállomás             | Keresztül                                                 | Vonatkategória           |
| ---------- | ---------------------- | --------------------------------------------------------- | ------------------------ |
| 1          | Hirschstetten          | Bécs                                                      | S-Bahn                   |
| 1          | Aspang Markt           |                                                           | Regionalzug              |
| 1          | Hartberg               | Aspang Markt és Friedberg                                 | Regionalexpress          |
| 1          | Fehring                | Aspang Markt, Friedberg és Hartberg                       | Regionalexpress          |
| 1          | Graz Hbf               | Wechselbahn                                               | Regionalexpress          |
| 2          | Wien Meidling          |                                                           | Regionalexpress          |
| 2          | Břeclav                | Bécs                                                      | Regionalzug              |
| 2          | Wien Floridsdorf       |                                                           | Regionalzug              |
| 2          | Bernhardsthal          | Bécs                                                      | Regionalzug              |
| 2          | Friedberg              | Aspang Markt                                              | Regionalzug              |
| 2          | Fehring                | Aspang Markt, Friedberg és Hartberg                       | Regionalexpress          |
| 2          | Weissenbach-Neuhaus    | Leobersdorf és Berndorf                                   | Regionalzug              |
| 2          | Stockerau              | Bécs                                                      | S-Bahn                   |
| 3          | Wien Meidling          |                                                           | Regionalzug és Railjet   |
| 3          | Retz                   | Bécs                                                      | Regionalzug              |
| 3          | Znojmo                 | Bécs                                                      | Regionalzug              |
| 3          | Wien Floridsdorf       |                                                           | Regionalzug              |
| 3          | Praha hlavní nádraží   | Wien Meidling és Brno                                     | EuroCity                 |
| 3          | Hamburg Altona         | Wien Meidling, Brno, Praha hlavní nádraží és Berlin Hbf   | EuroCity                 |
| 3          | Warszawa Wschodnia     | Wien Meidling, Ostrava és Warszawa Centralna              | EuroCity                 |
| 3          | Wien Matzleinsdorf     | Wien Meidling                                             | Railjet                  |
| 4          | Payerbach-Reichenau    | Neunkirchen és Gloggnitz                                  | Regionalzug              |
| 4          | Graz Hbf               | Bruck/Mur                                                 | Railjet és ÖBB-InterCity |
| 4          | Villach Hbf            | Bruck/Mur, Leoben és Klagenfurt                           | Railjet és EuroCity      |
| 4          | Fehring                | Aspang Markt, Friedberg és Hartberg                       | Regionalexpress          |
| 4          | Ljubljana              | Bruck/Mur, Graz Hbf, Leibnitz, Spielfeld-Straß és Maribor | EuroCity                 |
| 4          | Lienz in Osttirol      | Bruck/Mur, Leoben, Klagenfurt és Villach Hbf              | ÖBB-InterCity            |
| 4          | Roma Termini           | Leoben, Villach Hbf és Venezia Mestre                     | EuroNight                |
| 4          | Mürzzuschlag           | Neunkirchen, Gloggnitz és Payerbach-Reichenau             | Regionalexpress          |
| 5          | Wien Meidling          |                                                           | Regionalzug és S-Bahn    |
| 5          | Gloggnitz              | Neunkirchen                                               | Regionalzug              |
| 5          | Payerbach-Reichenau    | Neunkirchen és Gloggnitz                                  | Regionalzug              |
| 5          | Wien Floridsdorf       |                                                           | Regionalzug és S-Bahn    |
| 6          | Gänserndorf            | Bécs                                                      | S-Bahn                   |
| 6          | Wien Meidling          | Obereggendorf és Wien Blumental (Langstrecke)             | S-Bahn                   |
| 6          | Hollabrunn             | Leobersdorf és Bécs                                       | Regionalzug              |
| 7          | Gänserndorf            | Leobersdorf és Bécs                                       | S-Bahn                   |
| 7          | Wien Floridsdorf       |                                                           | Regionalzug és S-Bahn    |
| 8          | Gänserndorf            | Leobersdorf és Bécs                                       | S-Bahn                   |
| 8          | Puchberg am Schneeberg | Bad Fischau-Brunn                                         | Regionalzug              |
| 9          | Gänserndorf            | Leobersdorf és Bécs                                       | S-Bahn                   |
| 9          | Praha hlavní nádraží   | Wien Meidling és Brno                                     | EuroCity                 |
| 9          | Oberpiesting           | Bad Fischau és Wöllersdorf/Piesting                       | Regionalzug              |
| 9          | Retz                   | Leobersdorf és Bécs                                       | Regionalzug              |
| 21         | Sopron                 | Mattersburg                                               | Regionalzug              |
| 21         | Deutschkreutz          | Mattersburg és Sopron                                     | Regionalexpress          |

## Képek

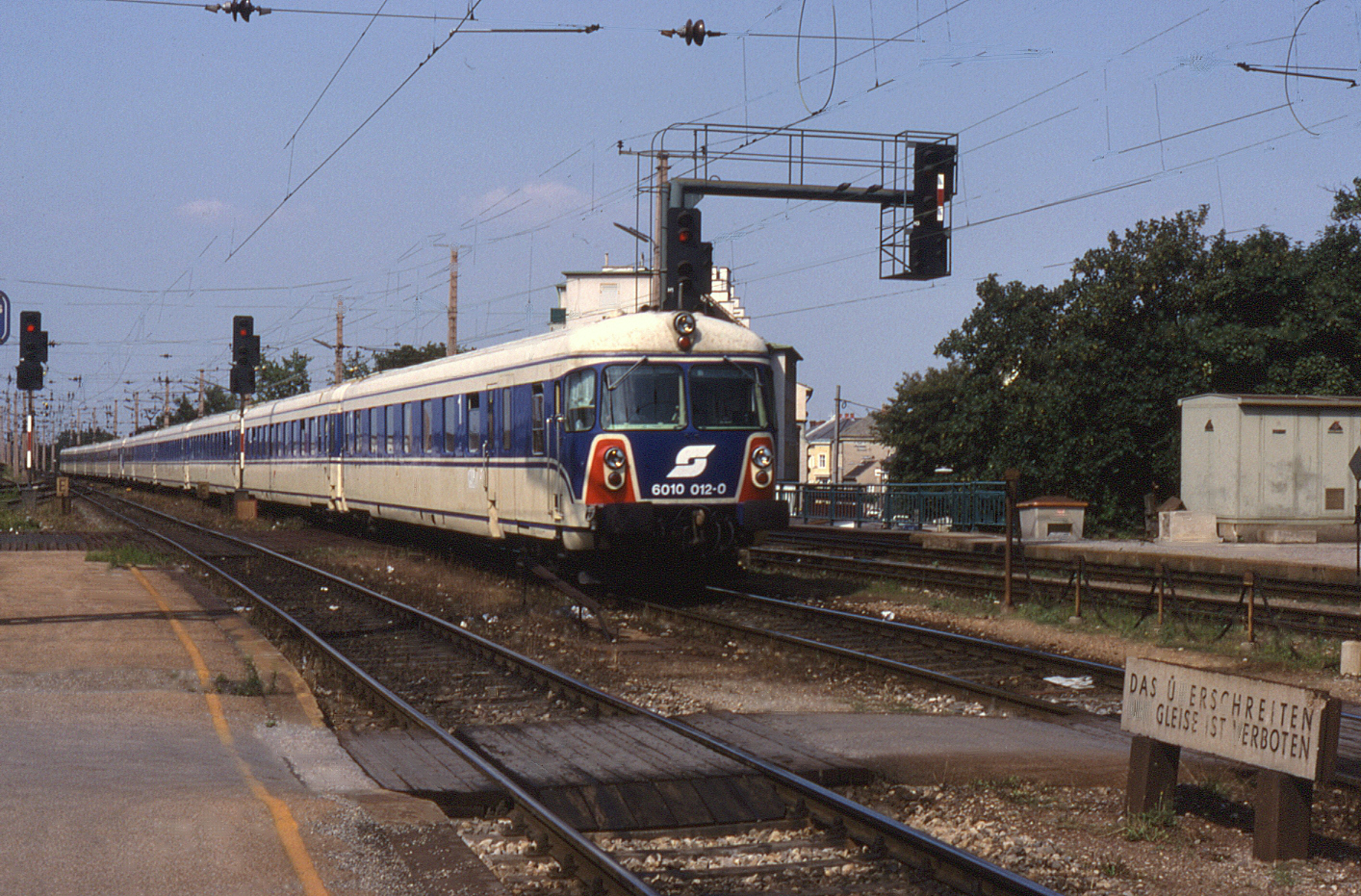
ÖBB 4010 sorozat
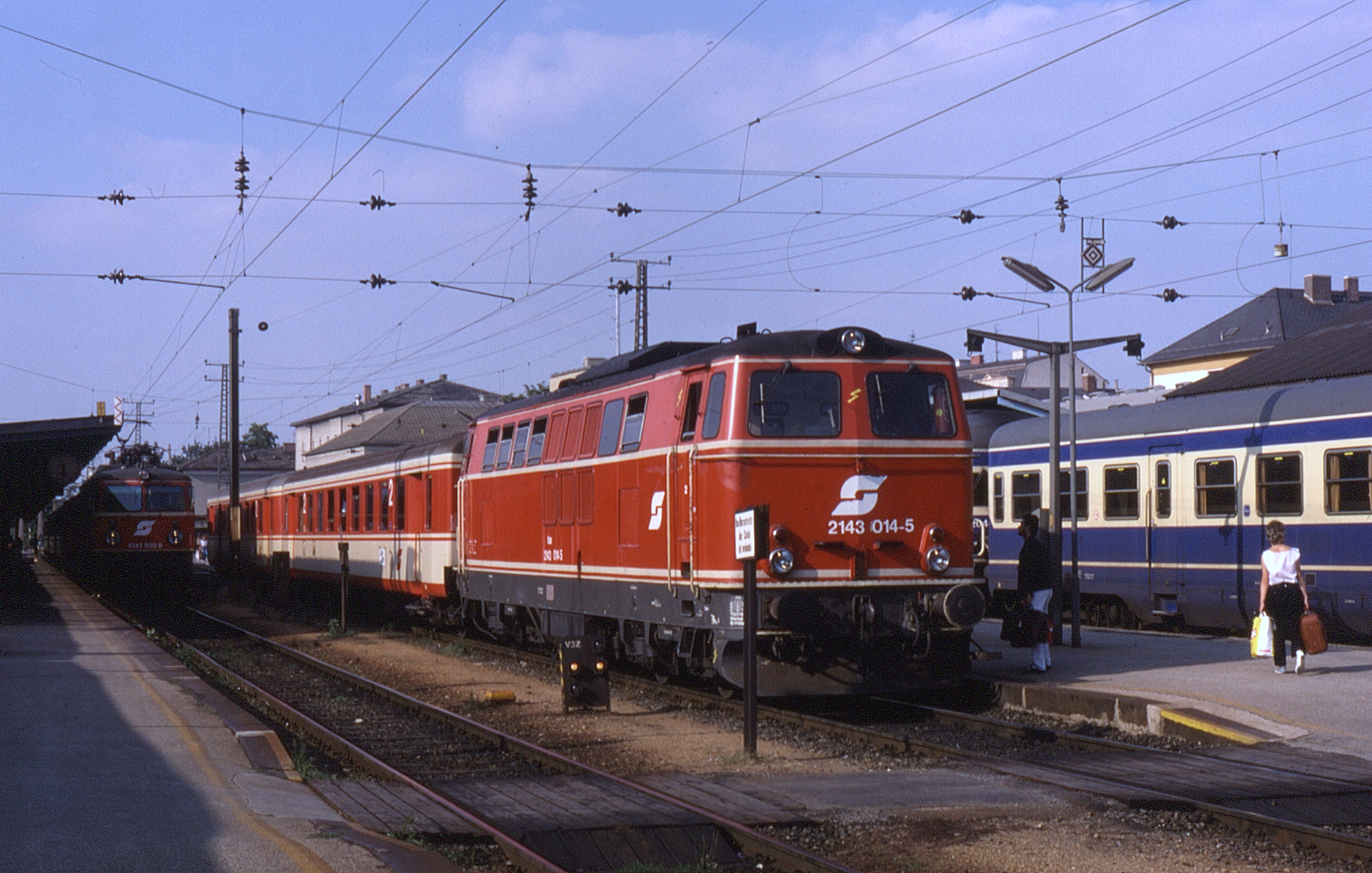
ÖBB 2143 sorozat
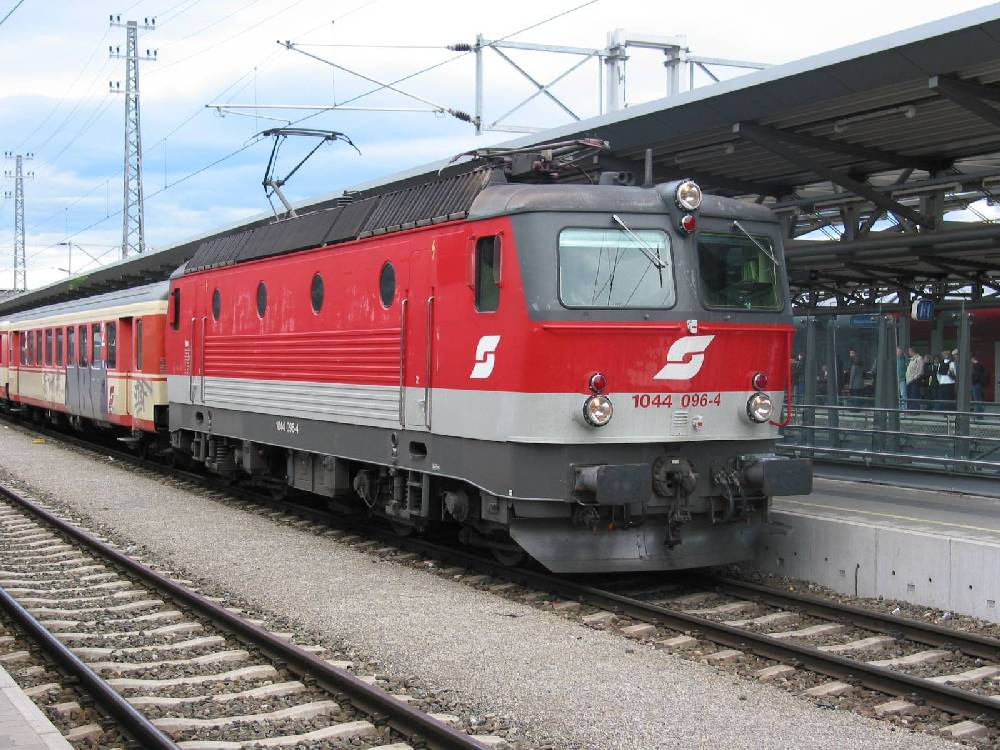
ÖBB 1044 sorozat
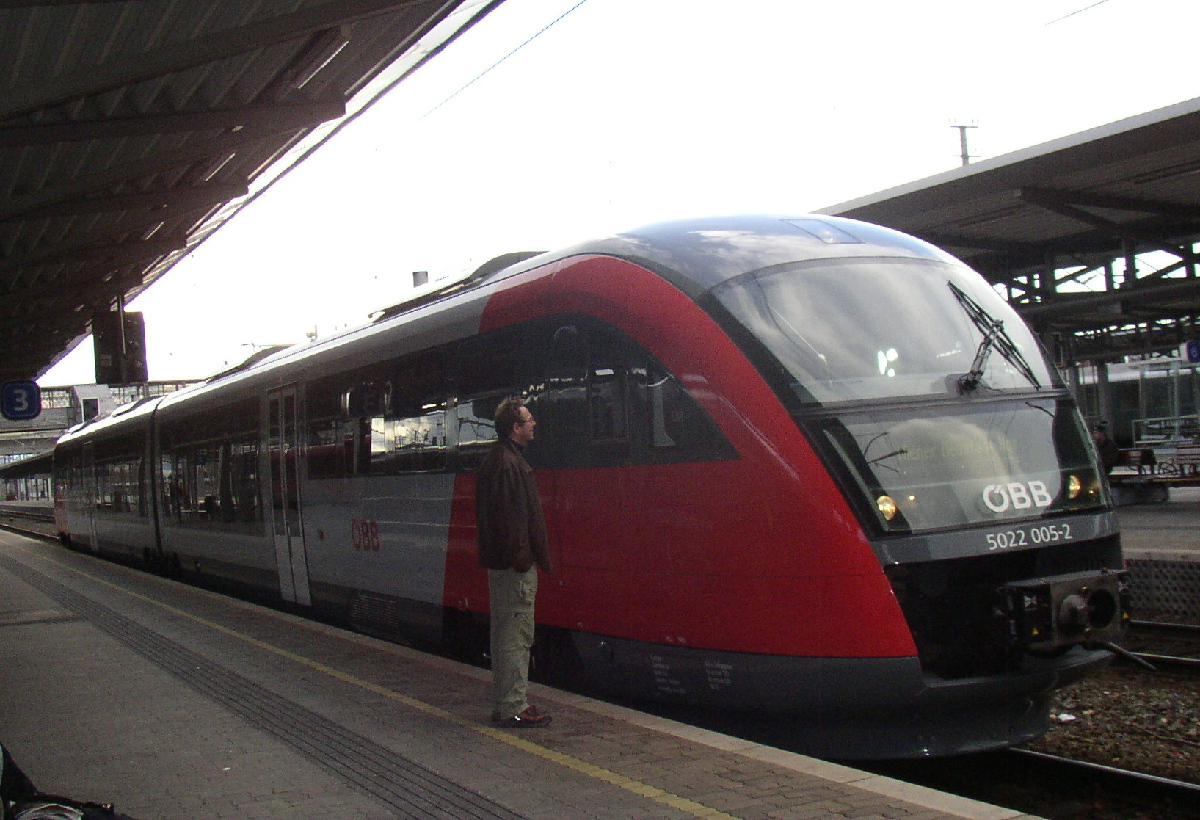
Siemens Desiro
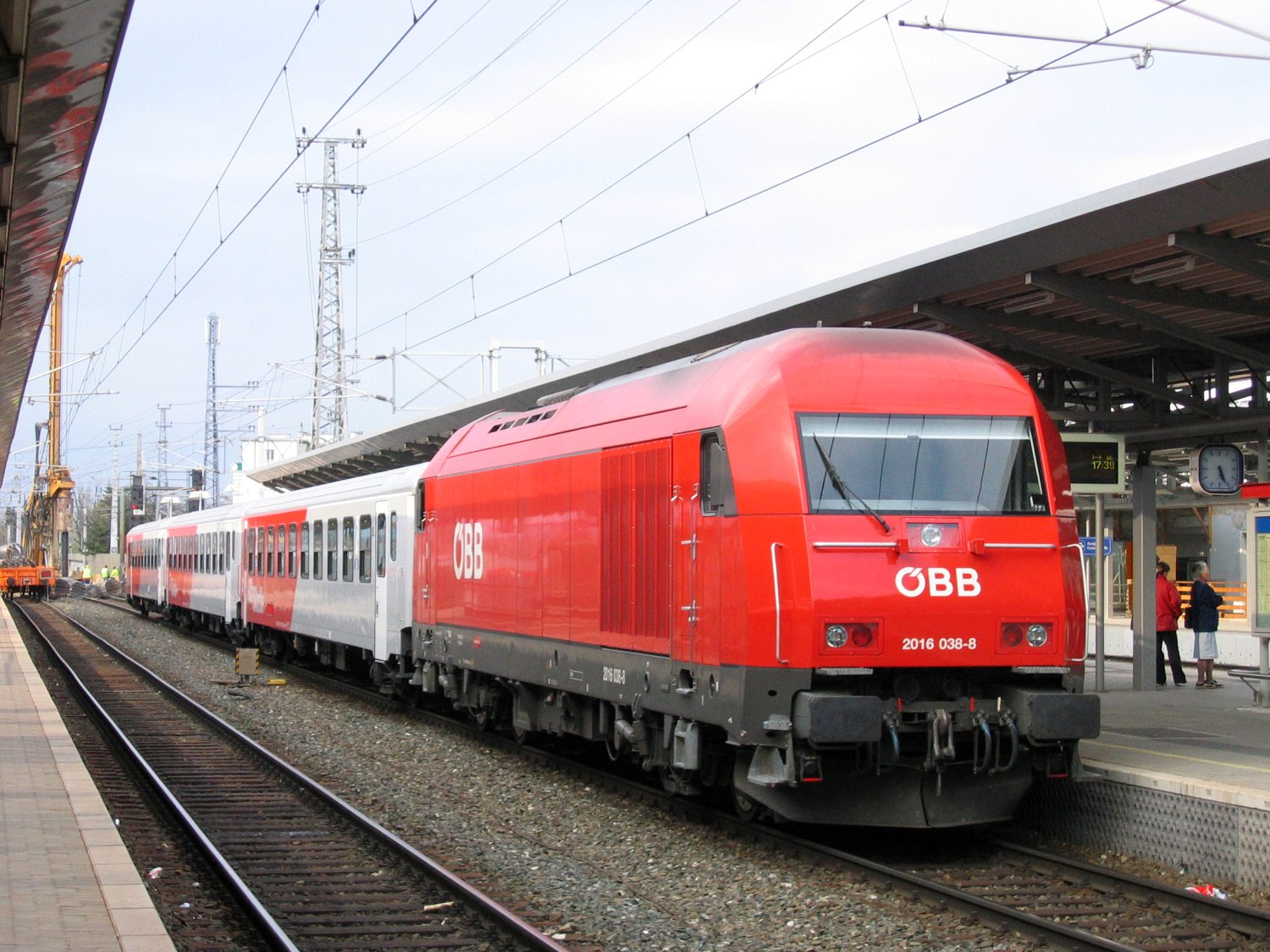
ÖBB 2016 sorozat
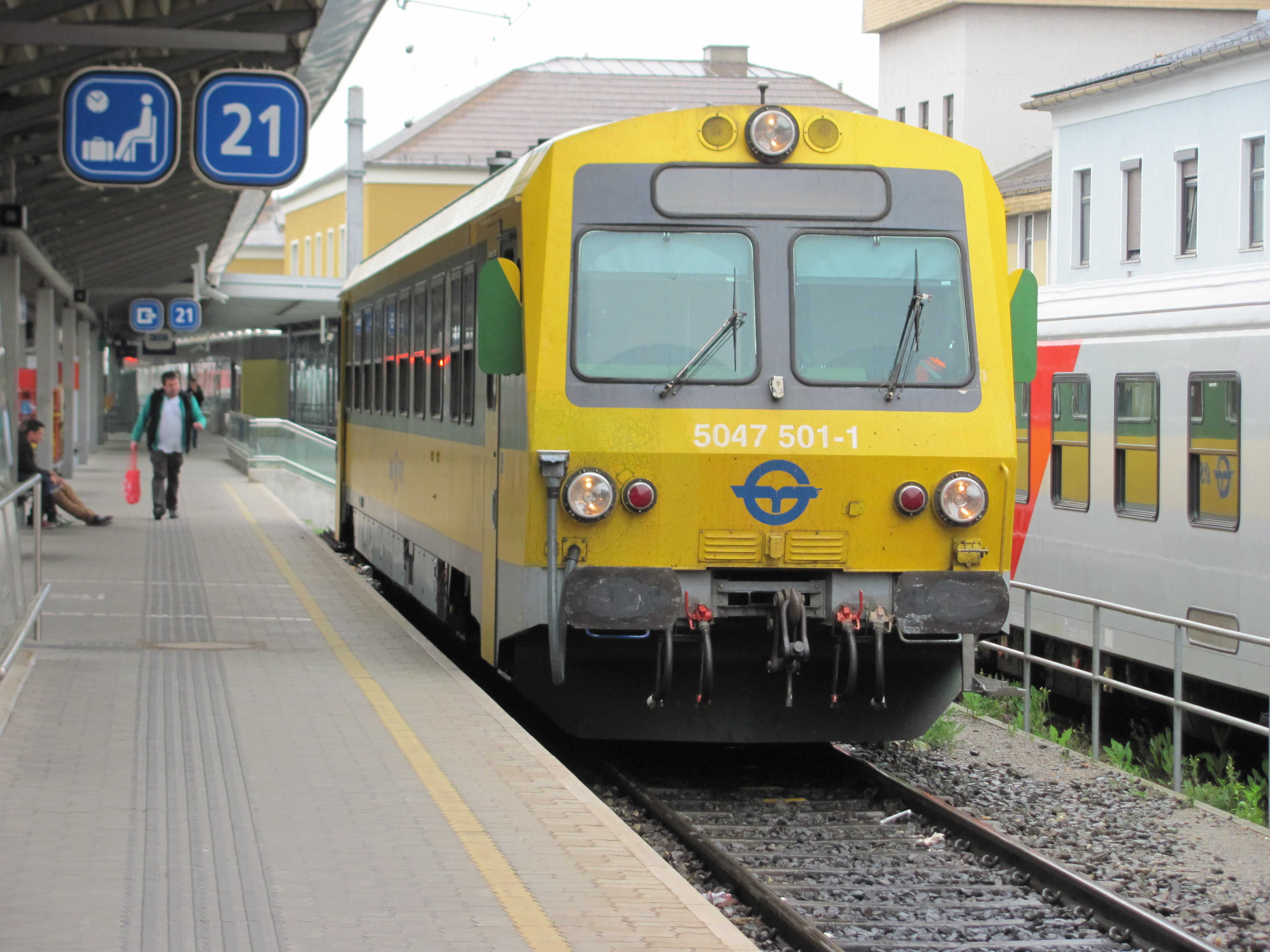
GYSEV 5047 sorozat
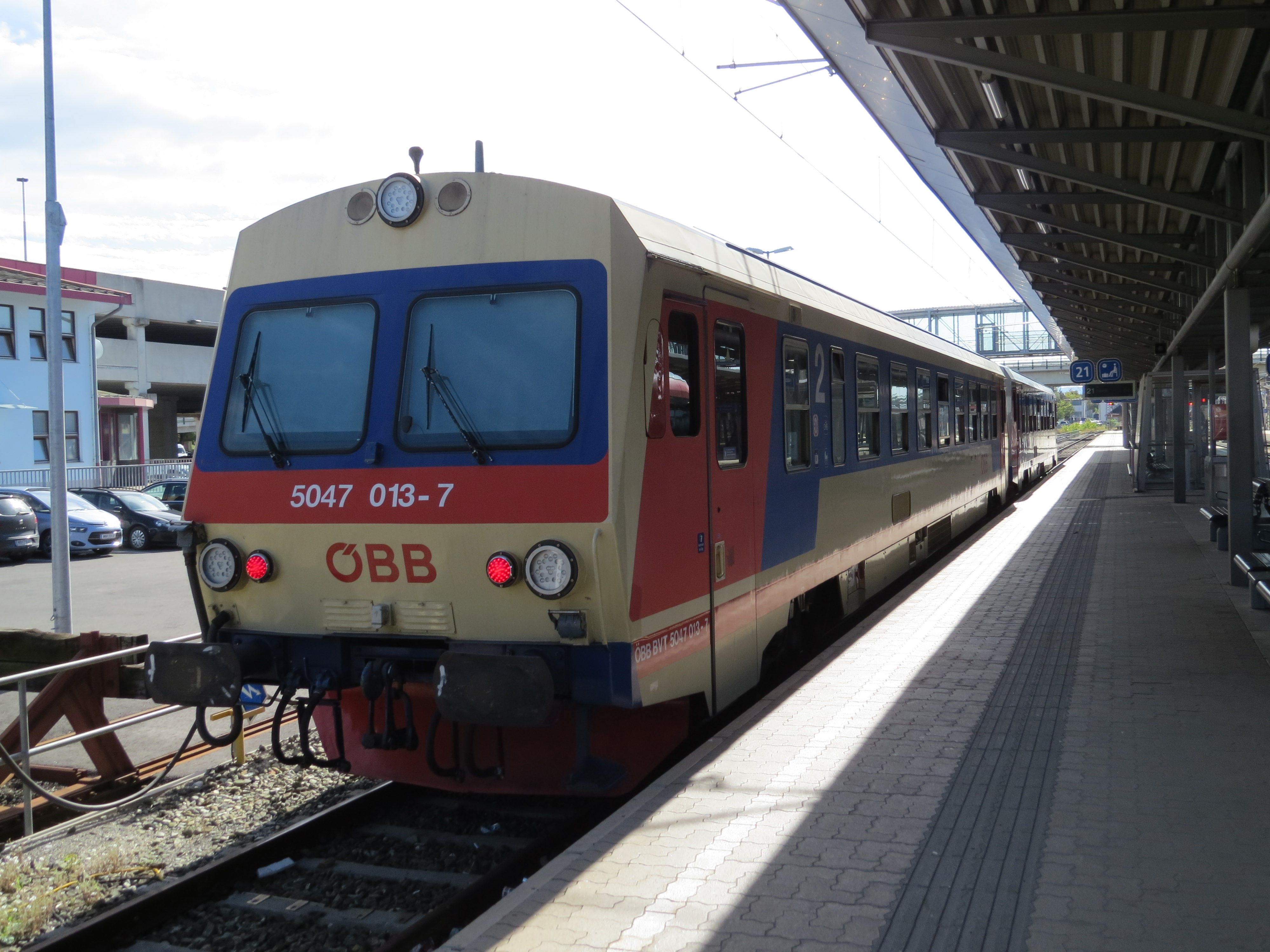
ÖBB 5047 sorozat
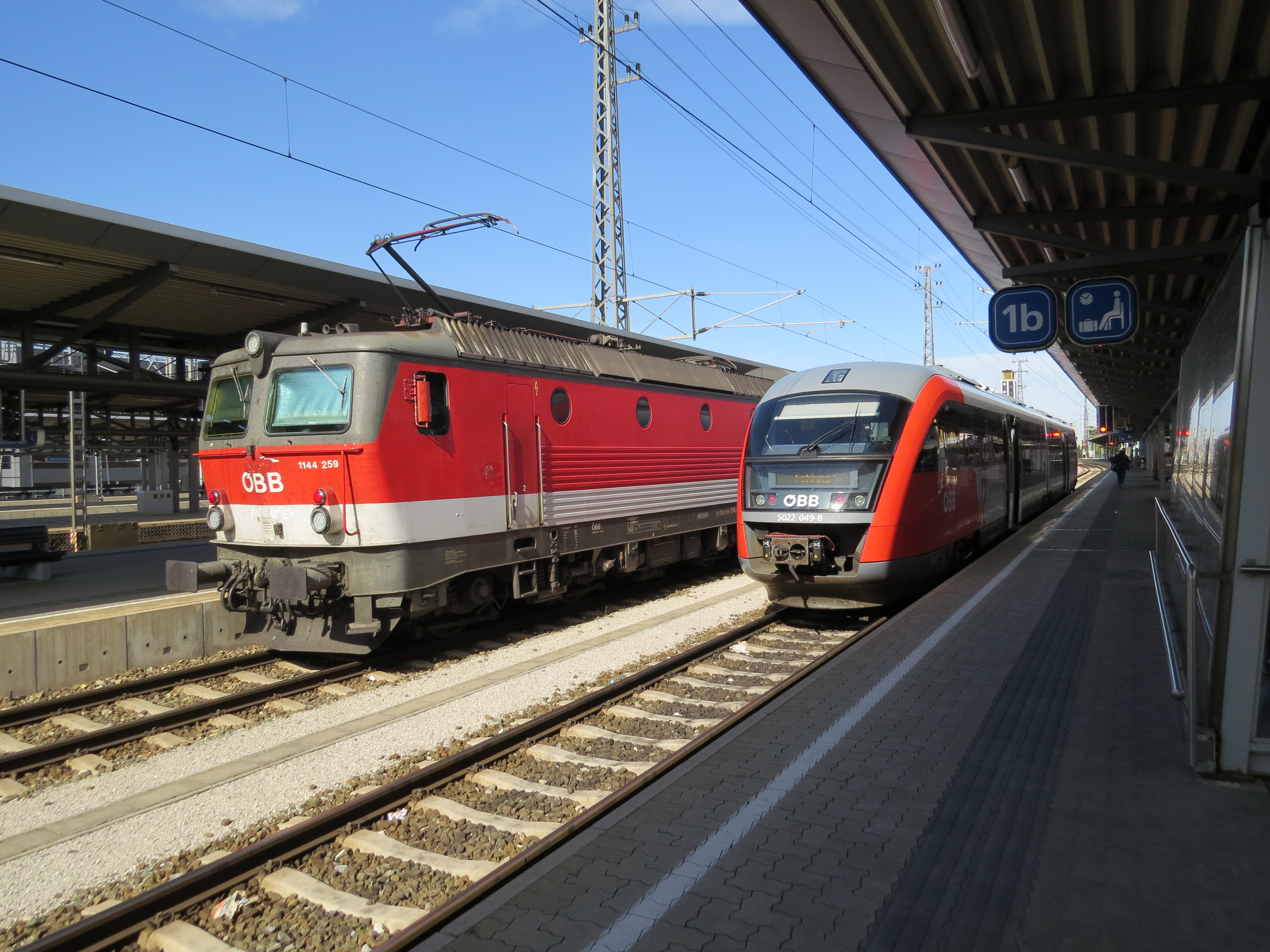
Várakozó vonatok
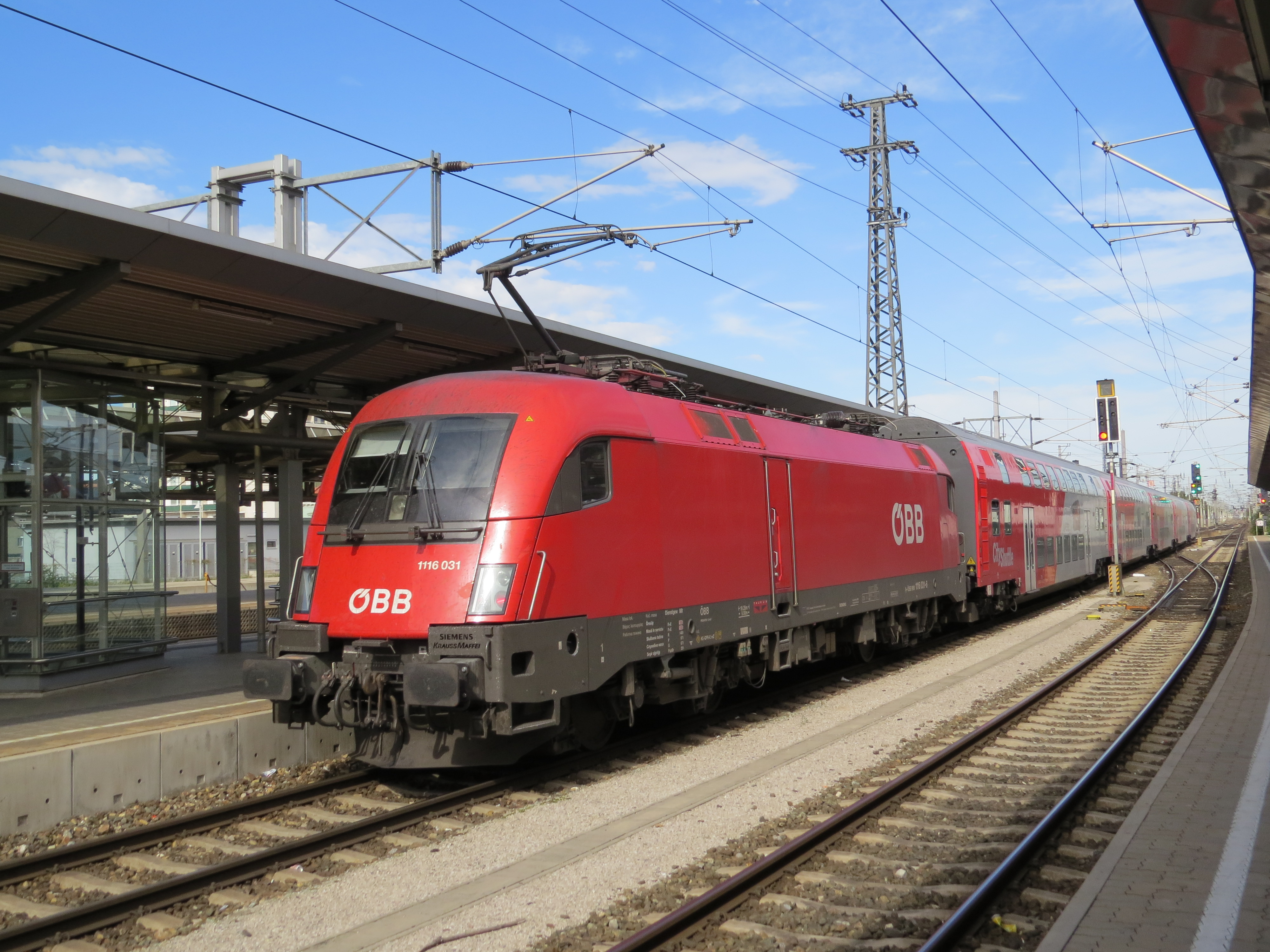
ÖBB 1116 sorozat
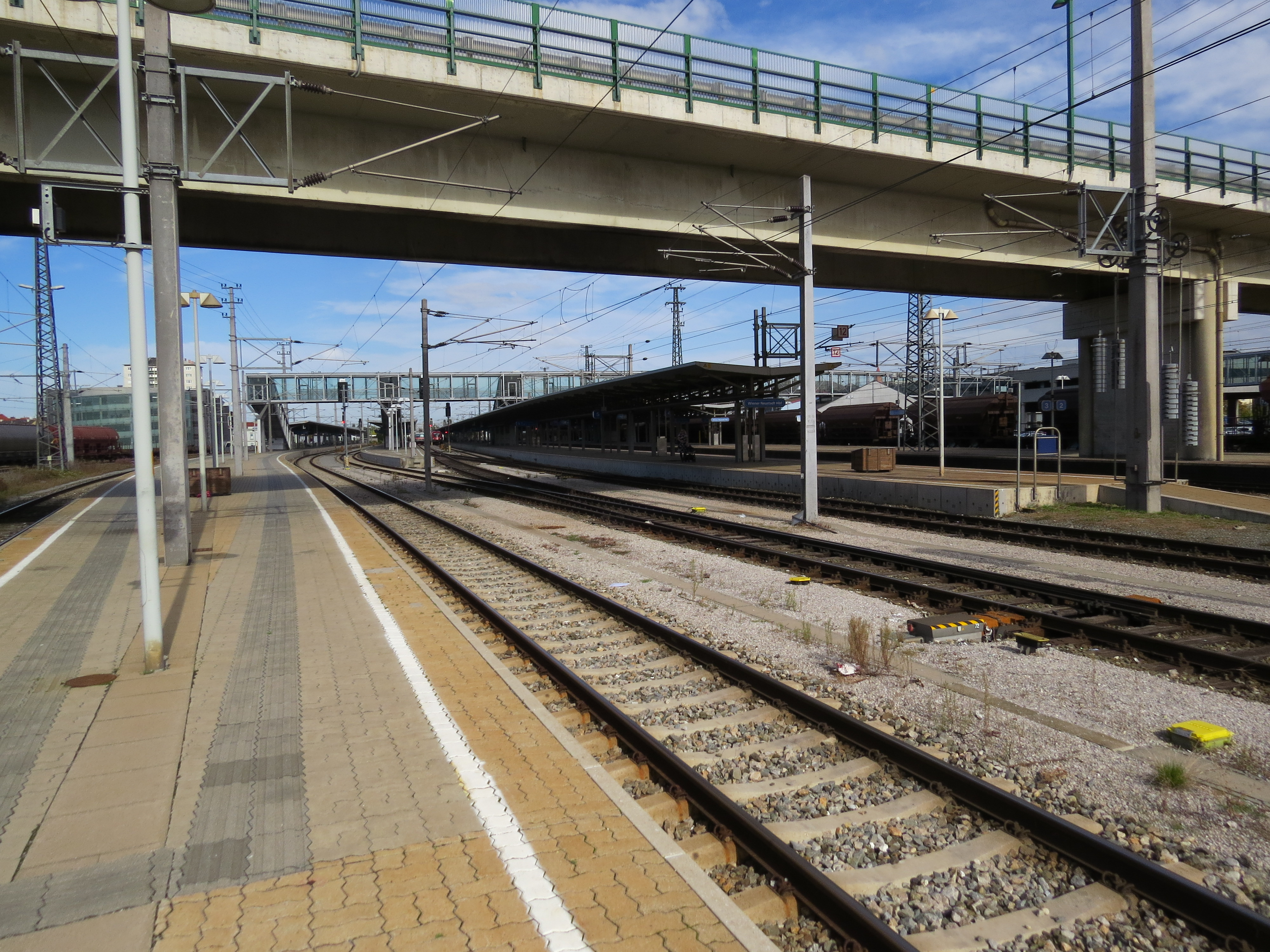
Az állomás feletti közúti felüljáró